# NIC-44B
La NIC-44B  es una importante carretera nacional clasificada como colectora principal en Nicaragua. Esta vía comienza en el Oeste, conectándose con la NIC-22 en el Departamento de León y culmina en el Malecón de Puerto Momotombo, departamento de León.

## Extensión
Con una extensión de 2,6 millas (4,2 km), la NIC-44B juega un rol clave en la conectividad y transporte de la región.